# Jakobs-Greiskraut
Das Jakobs-Greiskraut (Jacobaea vulgaris, Syn.: Senecio jacobaea), auch Jakob-Greiskraut und Jakobs-Kreuzkraut sowie Jakobskraut genannt, ist eine Pflanzenart aus der Gattung Jacobaea (früher zur Gattung Senecio gestellt) innerhalb der Familie der Korbblütler (Asteraceae).
Die Pflanze ist ursprünglich in Europa und Westasien beheimatet und kommt inzwischen auch in Amerika und Ozeanien vor. Alle ihre Teile sind giftig.
Der Artname bezieht sich auf den Blühtermin um Jacobi (25. Juli) – eigentlich beginnt die Blühzeit jedoch schon Anfang Juni mit schütteren Blütenständen. Voll ausgebildet sind die Blütenstände aber tatsächlich erst im Hochsommer.

## Beschreibung

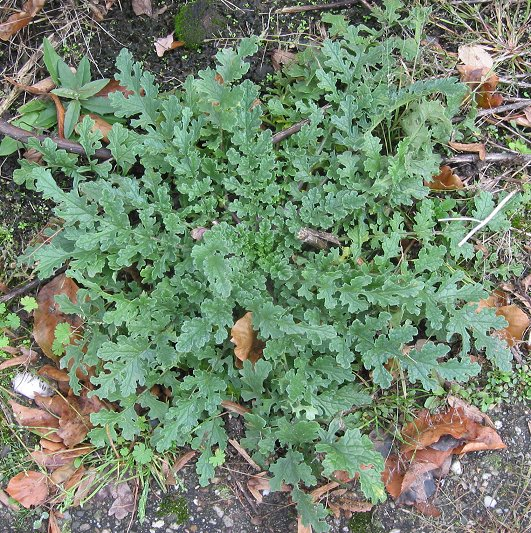
Grundständige Blattrosette im ersten Lebensjahr

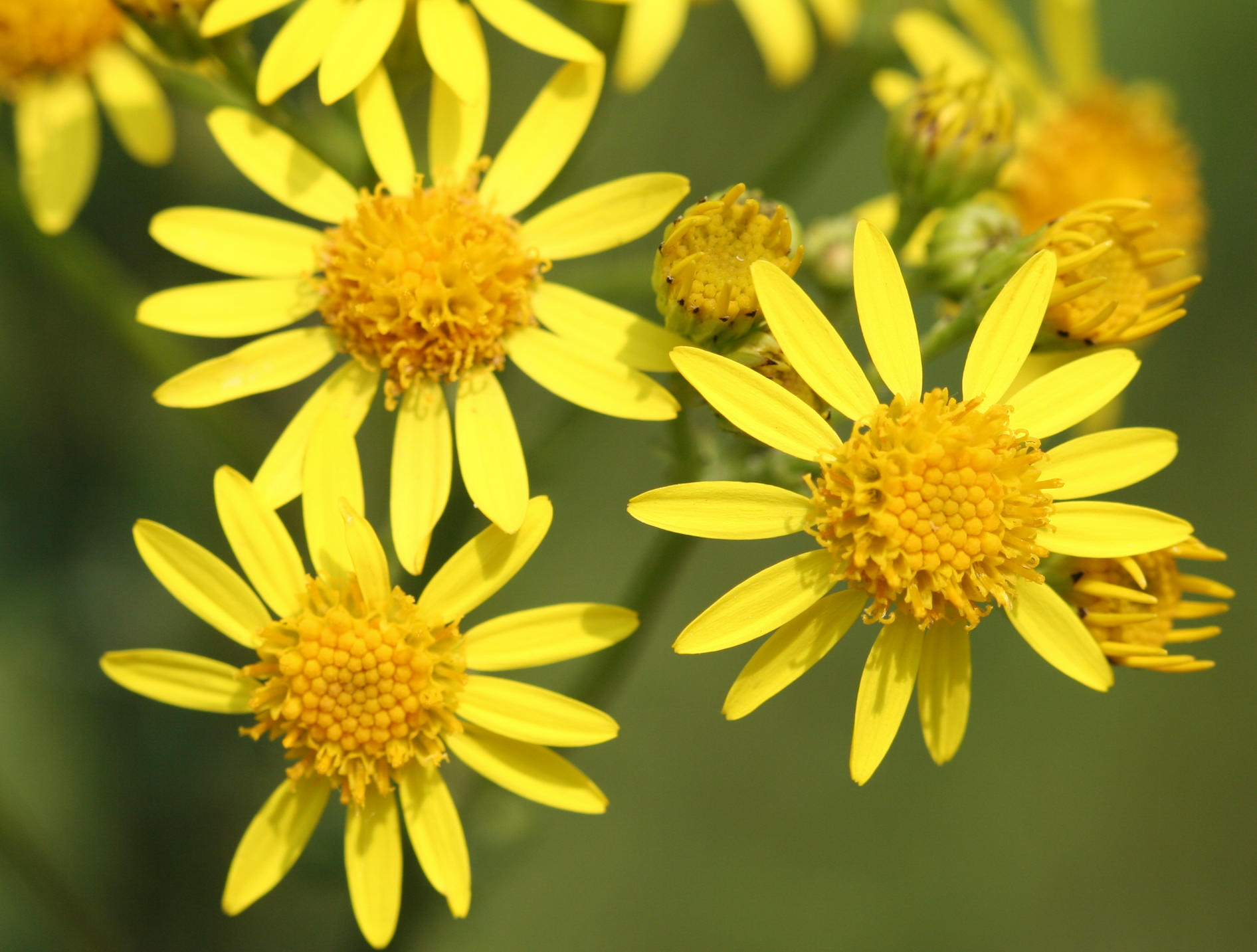
Korbblütlertypische Blütenkörbchen mit Zungen- und Röhrenblüten

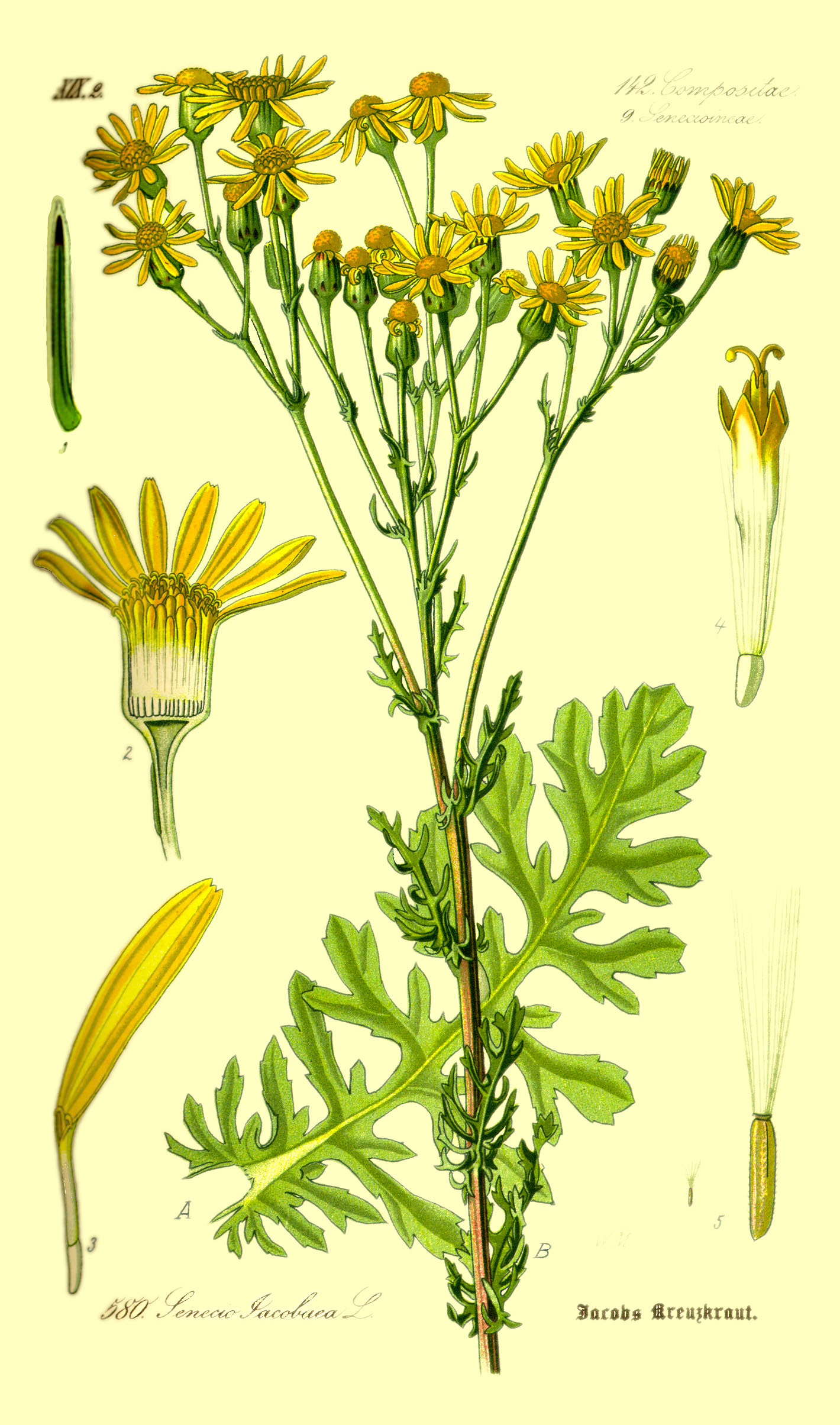
Illustration

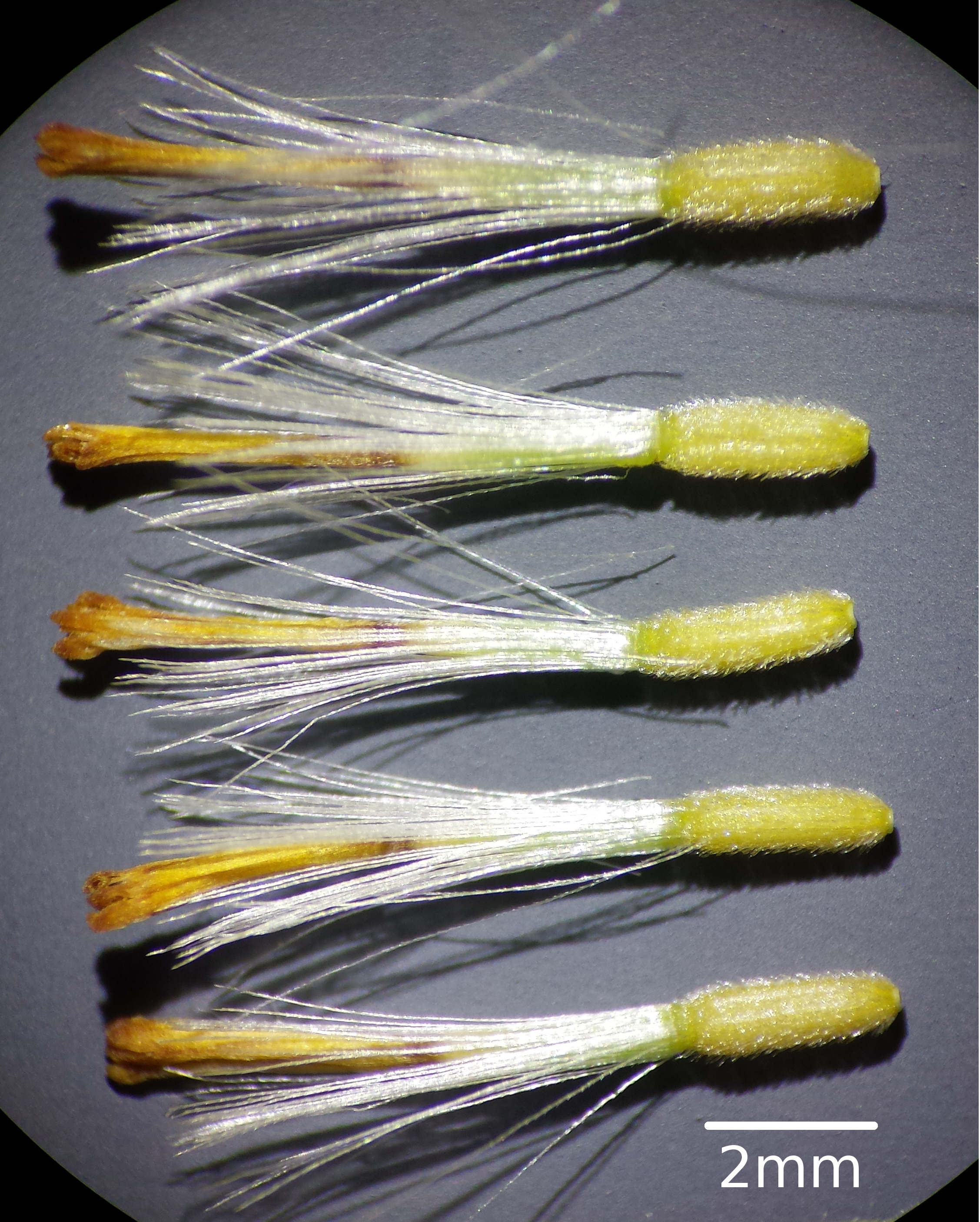
Röhrenblüten im Detail

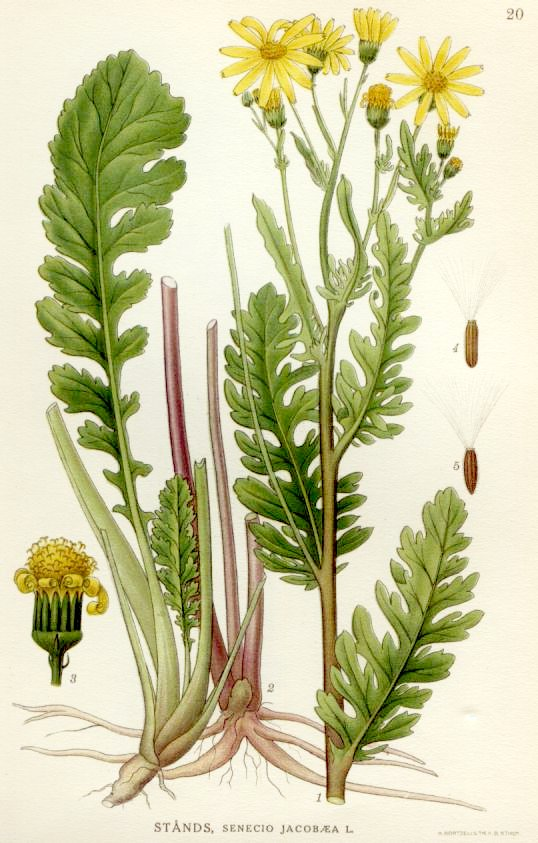
Illustration

### Vegetative Merkmale
Jacobaea vulgaris ist eine meist zweijährige, manchmal auch länger ausdauernde krautige Pflanze und erreicht Wuchshöhen von 30 bis 100 Zentimetern. Im ersten Jahr wird eine grundständige Blattrosette aus etwa 20 Zentimeter langen Laubblättern gebildet. Eine oft dunkelrot überlaufene, aufrechte Sprossachse (Stängel) mit Blütenständen entwickelt sich erst im zweiten Jahr. Bei den leierförmig fiederteiligen Laubblättern sind die unregelmäßigen und stumpf gezähnten Abschnitte zum Ende hin verbreitert; an ihrer Basis weisen sie Öhrchen auf.

### Generative Merkmale
Im oberen Pflanzenteil befinden sich in einem weit verzweigten, schirmrispigen Gesamtblütenstand die zahlreichen gelben körbchenförmigen Teilblütenstände. Die Blütenkörbchen haben einen Durchmesser von etwa 15 bis 25 Millimetern. Die Blütenkörbchen besitzen eine Hülle aus 13 Hüllblättern sowie anliegenden (oder nur ein bis zwei abstehenden) Außenhüllblättern. Die Spitzen der Hüllblätter sind meistens schwarz gefärbt. Die gelben Zungenblüten sind meist gut ausgebildet, können aber auch fehlen; ihre Anzahl liegt gewöhnlich zwischen 12 und 15 je Blütenkörbchen.
Die Achänen sind von einem Pappus gekrönt. Die Chromosomenzahl beträgt 2n = 40. Pro Blütenkopf entwickeln sich nach dem Abblühen etwa 70 Samen, welche teilweise mit Flug- und Hafthaaren ausgestattet sind.

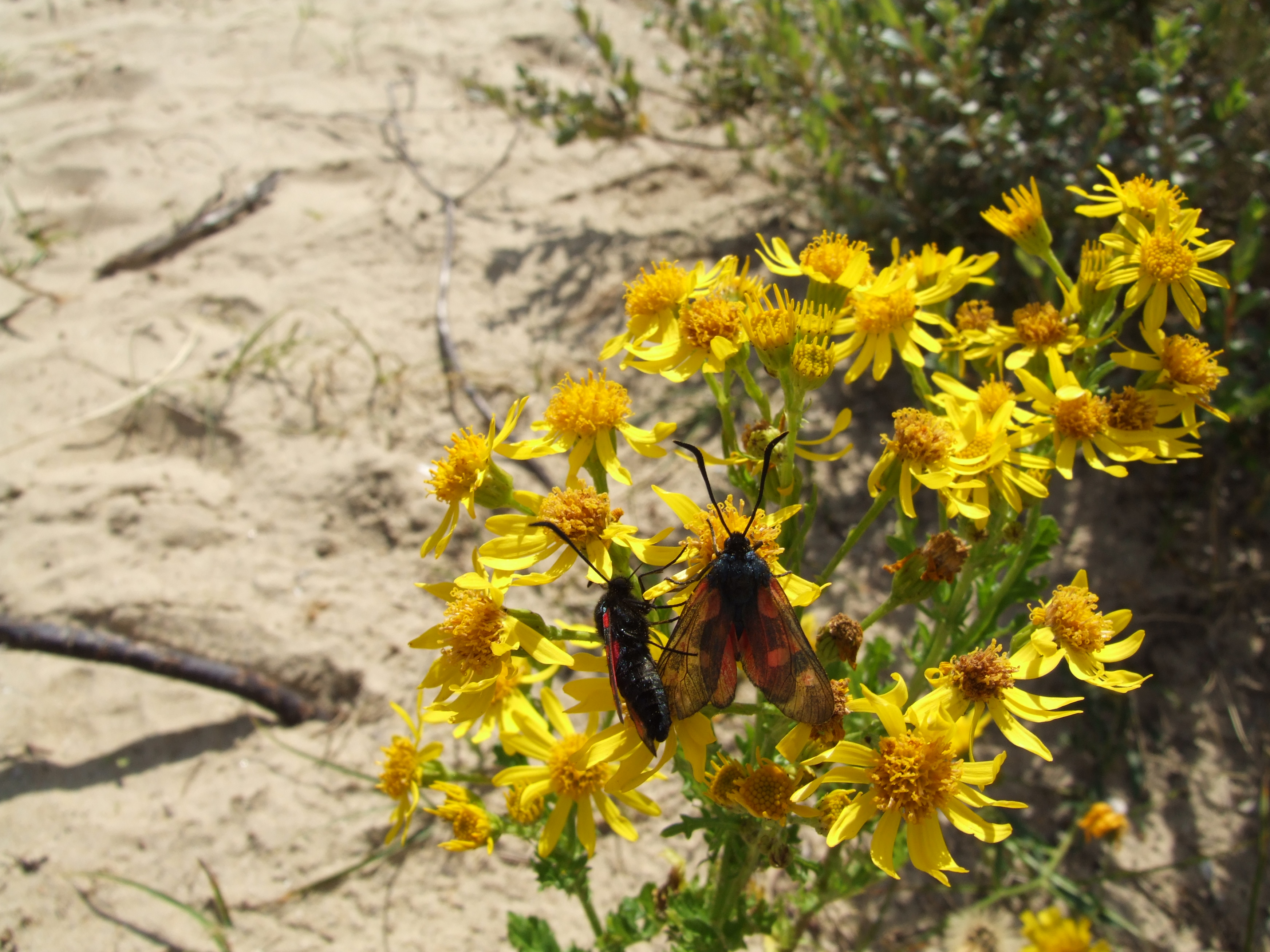
Widderchen als Blütenbesucher am Jakobs-Greiskraut

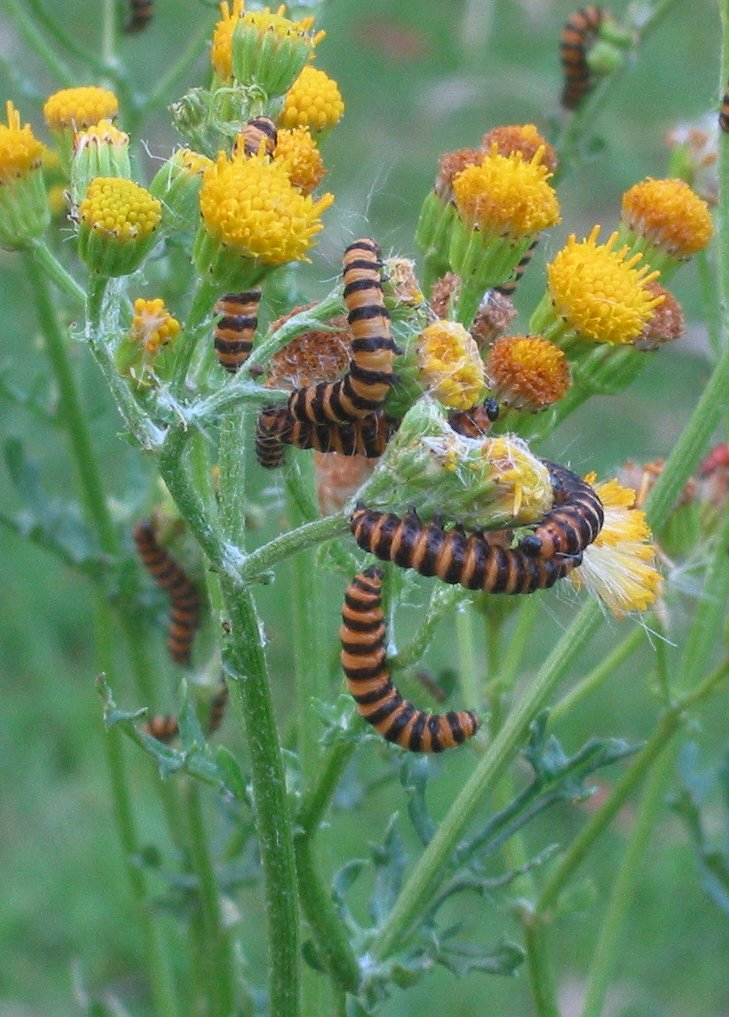
Jakobskrautbären-Raupen (Tyria jacobaeae) auf der zungenblütenlosen Unterart Dünen-Jakobs-Greiskraut (Senecio jacobaea subsp. dunensis)

Getrocknetes Jakobs-Greiskraut

### Verwechslung mit anderen Pflanzen
Das Jakobs-Greiskraut kann mit anderen Pflanzen verwechselt werden. Ähnlichkeiten bestehen bei den Blättern mit Rucola, während die gelben Blüten an Johanniskraut oder Wiesen-Bocksbart erinnern können. 
Eine sichere Unterscheidung ist anhand der Blütenstände möglich, die wie kleine Gänseblümchen aufgebaut sind, sowie durch den unangenehmen Geruch der Blätter beim Zerreiben. Anhand dieser Merkmale kann das Jakobs-Greiskraut nach Aussage der Bayerischen Landesanstalt für Landwirtschaft verlässlich erkannt werden.

## Ökologie
Das Jakobs-Greiskraut ist als heimische Pflanze ein natürlicher Bestandteil der Kulturlandschaft und gleichzeitig eine wichtige Futterpflanze für zahlreiche Insektenarten, insbesondere während seiner Blütezeit im Juli, wenn das übrige Nahrungsangebot knapp ist. Auch Bienen nutzen die Pflanze, obwohl Pyrrolizidinalkaloide über den Pollen in den Honig gelangen können.
Die gelb-schwarz gestreiften Raupen des Jakobskrautbären (Tyria jacobaeae) sind im Sommer häufig auf dem Jakobs-Greiskraut zu beobachten. Diese Schmetterlingsart ist auf Greiskräuter spezialisiert. Die Raupen nehmen die Giftstoffe der Pflanze auf und werden dadurch für Fressfeinde ungenießbar.
Die Pflanze wird von verschiedenen Pilzen befallen, darunter der Rostpilz Coleosporium senecionis, der Aecidien und Basidiosori bildet. Weitere beobachtete Pilzarten sind Bolenidium caulicola, Leptosphaeria derasa, Ophiobolus jacobaeae, Pleospora vulgatissima, Erysibe cichoriacearum und Sphaerotheca humili. Zudem treten Gallbildungen durch Organismen wie Eriophyes lioproctus, Tephritis marginata, Conchylis atricapitana und Phorbia seneciella auf.
Die Ausbreitung der Samen erfolgt überwiegend durch Wind (Anemochorie). Der Pappus, der als Flugorgan dient, fällt jedoch leicht von den Achänen ab, was die Ausbreitungsdistanz begrenzen kann.

## Vorkommen
Das ursprüngliche Verbreitungsgebiet des Jakobs-Greiskrautes sind die Ebenen bis mittleren Gebirgslagen der gemäßigten Klimazonen Europas und Westasiens. Es handelt sich für Mitteleuropa also nicht um einen Neophyten, sondern um eine einheimische Art. In Argentinien, Neuseeland, Australien, Kanada und in den USA kommt sie jedoch als invasiver Neophyt vor.
Das Jakobs-Greiskraut ist an Feldrändern, auf Wiesen, Ackerbrachen, Magerrasen und in anderen Gras- und Staudenfluren recht verbreitet. Seine Ansprüche an den Boden sind nicht besonders groß. Es gedeiht am besten auf mäßig frischen bzw. wechselfrischen, mehr oder weniger nährstoff- und basenreichen, humosen Lehm- und Sandböden in humidem Klima. Es gilt als eine Charakterart des Verbands Cynosurion, doch kommt es auch in Gesellschaften der Verbände Arrhenatherion, Mesobromion, Koelerio-Phleion oder Dauco-Melilotion vor.
Da die zur Windausbreitung geeigneten Samen des Jakobs-Greiskrauts auch gut beispielsweise an landwirtschaftlichen Maschinen, Verkehrsmitteln, Kleidung sowie Fell und Federn haften, kann es sich schnell verbreiten.
In den Allgäuer Alpen kommt es oberhalb der Ifenhütte am Hohen Ifen in Vorarlberg bis zu einer Höhe von 1710 Metern vor.

## Systematik
Die Gliederung der Großgattung Senecio durch Augustin-Pyrame de Candolle 1838 hatte im Kern bis in das 21. Jahrhundert Bestand. Erst mit dem Aufkommen neuer Techniken, denen die Verwandtschaft der Arten anhand des Vergleichs homologer DNA-Sequenzen zu untersuchen (Phylogenomik) gelang, war es möglich, die alte Großgattung in natürliche Einheiten zu zerlegen. Dabei zeigte es sich bald, dass die traditionelle Sektion Jacobaeae innerhalb der Gattung Senecio, deren Typusart Senecio jacobaea ist, einer Artengruppe angehört, die nur relativ entfernt mit der eigentlichen Gattung Senecio verwandt ist. Aus diesen und späteren Untersuchungen, die das Resultat bestätigten, zogen Taxonomen die Konsequenz, die frühere Sektion zur neuen Gattung Jacobaea (erneut) heraufzustufen. Um das nach den Regeln verbotene Tautonym „Jacobaea jacobaea“ zu vermeiden, wurde für das Jakobs-Greiskraut dabei der alte, synonyme Artname Jacobaea vulgaris reaktiviert. Die neue Artgliederung der Tribus Senecioneae ist fachlich zwar allgemein akzeptiert, aber in den meisten angewandten Werken noch nicht nachvollzogen worden, so dass das Jakobs-Greiskraut in den meisten Schriften noch unter dem alten wissenschaftlichen Namen Senecio jacobaea verzeichnet ist. Die Gattung Jacobaea ist überwiegend nach genetischen Merkmalen abgegrenzt, überzeugende morphologische Autapomorphien konnten bisher nicht angegeben werden.
Der Name Jacobaea vulgaris wurde durch Gottfried Gaertner veröffentlicht. Synonyme für Jacobaea vulgaris Gaertn. sind: Senecio jacobaea L., Senecio flosculosus Jord., Senecio foliosus DC., Senecio jacobaeoides Willk., Senecio nemorosus Jord., Senecio jacobaea subsp. nudus (Weston) Soják, Senecio praealtus subsp. foliosus (DC.) Cout., Senecio jacobaea var. nudus Weston.
Es gibt etwa drei Unterarten:
- Dünen-Jakobs-Greiskraut (Jacobaea vulgaris subsp. dunensis (Dumort.) Pelser & Meijden, Syn.: Senecio jacobaea subsp. dunensis (Dumort.) Kadereit & P.D.Sell, Senecio dunensis Dumort.): Es zeichnet sich durch niedrigeren Wuchs, fehlende Zungenblüten und spinnwebartige, wollige Behaarung aus und kommt an den Küsten von Großbritannien, Irland, Belgien, den Niederlanden, Deutschland, Dänemark, Norwegen, Schweden und Polen vor.[1]
- Jacobaea vulgaris subsp. gotlandica (Neuman) B.Nord. (Syn.: Senecio jacobaea subsp. gotlandicus (Neuman) Sterner): Sie kommt in Schweden, Italien, Österreich, Montenegro, Griechenland und Russland vor.[1]
- Gewöhnliches Jakobs-Greiskraut (Jacobaea vulgaris Gaertn. subsp. vulgaris, Syn.: Senecio jacobaea L. subsp. jacobaea)

Innerhalb der Art können zudem zwei Chemotypen unterschieden werden: ein in Nordwesteuropa verbreiteter Jacobin-Chemotyp und ein in Südosteuropa verbreiteter Erucifolin-Chemotyp.

## Inhaltsstoffe und Giftigkeit
Landwirte und Pferdehalter fürchten das Jakobs-Greiskraut, da alle Teile der Pflanze giftige, leberschädigende Pyrrolizidinalkaloide enthalten. 
Der Alkaloid-Gehalt ist in den Blüten bis zu doppelt so hoch wie im Kraut. Im Einzelnen sind Acetyl-, E- und Z-Erucifolin, 21-Hydroxyintegerrimin, Integerrimin, Jacobin, Jacolin, Jaconin, Jacozin, Retrorsin, Ridellin, Senecionin, Seneciphyllin, Senecivernin, Spartioidin und Usaramin enthalten. Die Alkaloide bleiben im Gegensatz zu vielen anderen Giften bei der Konservierung in Heu oder Silage wirksam und werden auf diese Weise auch von Weidetieren mit aufgenommen, welche die im frischen Zustand bitter schmeckenden Kräuter ansonsten eigentlich meiden. Deshalb wird auch dazu geraten, die Weiden vor der Mahd zu kontrollieren und gegebenenfalls vorhandene Pflanzen zu entfernen.
Bereits geringe Mengen der enthaltenen Pyrrolizidinalkaloide können die Leber dauerhaft schädigen und eine schleichende Vergiftung über einen längeren Zeitraum verursachen. In schweren Fällen kann dies zur Entstehung von Leberkrebs führen. Besonders empfindlich reagieren Pferde, aber auch Rinder, bei wiederholter Aufnahme; das Kraut kann bei ihnen zu schweren Erkrankungen und im Extremfall zum Tod führen. Als tödliche Dosis für Pferde werden dabei 40 bis 80 Gramm Frischpflanze pro Kilogramm Körpergewicht genannt, bei Rindern 140 Gramm pro Kilogramm. Schafe und Ziegen sind weniger empfindlich, bei Aufnahme größerer Mengen (zwei bis vier Gramm pro Kilogramm Körpergewicht) sollen aber auch bei diesen Todesfälle aufgetreten sein. Nach neueren Studien scheint auf Grund der relativ hohen Toleranz die Beweidung durch Schafe eine umweltfreundliche Option zur Kontrolle des Jakobs-Greiskrautes darzustellen. Offensichtlich sind Kaninchen und verschiedene Nagetiere (beispielsweise Meerschweinchen und Wüstenrennmäuse) resistent gegen oral aufgenommenes Jakobs-Greiskraut-Gift. Die intravenöse Verabreichung des Giftes führte allerdings zum Tod von Kaninchen, was darauf schließen lässt, dass es im Magen-Darm-Trakt der Tiere inaktiviert oder nicht resorbiert wird. Kaninchen mögen die Wurzeln des Jakobs-Greiskrauts und der Rückgang der Kaninchenpopulation soll so ein Grund für die Häufigkeitszunahme des Jakobs-Greiskrauts sein. Wegen seiner Giftigkeit wird das Kraut heute nicht mehr als Heilpflanze verwendet.
Es ist möglich, dass Pyrrolizidinalkaloide über pflanzliche Nahrungskomponenten in den menschlichen Nahrungskreislauf eingetragen werden. Der Übergang von Pyrrolizidinalkaloiden in den Nektar und mit diesem in Honig wurde nachgewiesen. Untersuchungen ergaben eine vergleichsweise geringe Belastung bei deutschen Honigen, kritischer ist dies bei Honigen aus Übersee.
Das Bundesinstitut für Risikobewertung fordert aufgrund der extremen Giftigkeit eine Nulltoleranz für Pyrrolizidine. Kontrollprogramme an Tees und Kräutertees wurden 2013 vom Bundesinstitut für Risikobewertung gestartet, an Honig vom Chemischen und Veterinäruntersuchungsamt Freiburg. Seit Juli 2022 gelten in der EU durch die Verordnung (EU) 2020/2040 für bestimmte Lebensmittel Höchstgehalte für Pyrrolizidinalkaloide. Damit dürfen Lebensmittel mit höheren Gehalten in der EU nicht mehr in Verkehr gebracht werden. Inzwischen ist diese Verordnung ersetzt worden durch die Verordnung (EU) 2023/915, die zuletzt am 4. April 2024 geändert wurde.
Die Alkaloide können in kleinen Mengen auch über die Haut aufgenommen werden, aber Studien haben gezeigt, dass die Aufnahme sehr viel geringer ist als bei der Einnahme. Außerdem liegen über die Haut aufgenommene Alkaloide in der N-Oxid-Form vor, die harmlos ausgeschieden wird und erst nach der Umwandlung im Verdauungstrakt giftig würde. Dennoch sollten empfindliche Personen die Pflanzen nur mit wasserfesten (Garten-)Handschuhen anfassen, da die in Pflanzenteilen enthaltenen Sesquiterpenlactone Hautreizungen und allergische Reaktionen hervorrufen können, sogenannte Kompositen-Dermatitis, also Kontaktdermatitis gegen Korbblütler (Compositae, Asteraceae).

## Bekämpfung

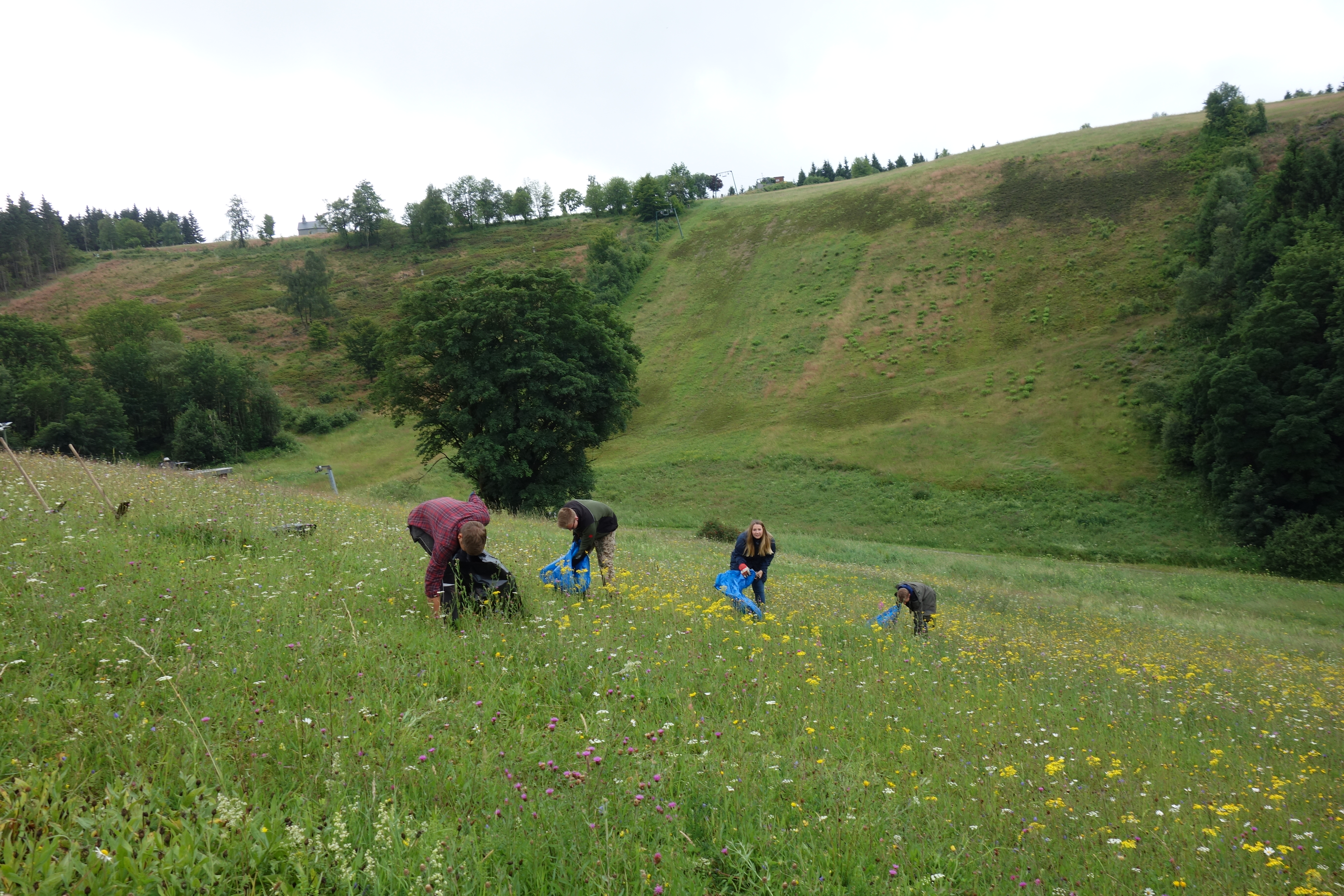
Mitarbeiter der Biologischen Station Hochsauerlandkreis bekämpfen Jakobs-Greiskraut durch Ausreißen im Landschaftsschutzgebiet Westfalenhang

In Nordrhein-Westfalen kam es ab 2008 zu einer verstärkten Verbreitung auf Stilllegungsflächen, extensiv genutzten Weiden, insbesondere Pferdeweiden, Extensivgrünlandflächen, Wegrändern und Böschungen. Das Jakobs-Greiskraut fand man dort auf Weiden mit mangelnder Weidepflege und unterlassener Nachmahd. Besonders häufig kommt es daher auf Pferdeweiden vor, da weidende Pferde die Pflanzen im Unterschied zu Rindern oder Schafen kaum fressen. Auf Pferdeweiden findet man zudem viel häufiger überweidete Bereiche und Stellen mit unbewachsenem Boden, auf denen das Jakobs-Greiskraut optimale Keimbedingungen findet. Um die Samenbildung der Pflanze zu verhindern, wird geraten, betroffene Flächen spätestens bei Blühbeginn zu mähen. Durch zweimaligen Schnitt vor der Blüte kann das Jakobs-Greiskraut zurückgedrängt werden. Insbesondere Einzelpflanzen kann man auch ausreißen oder ausstechen.
Die Landwirtschaftskammer Nordrhein-Westfalen ist der Meinung, dass bei stärkerem Befall eine chemische Bekämpfung mit Herbizid kaum zu umgehen ist, sofern nicht zweimal gemäht wird. Zur Vorbeugung solle für eine dichte Grasnarbe ohne Fehlstellen gesorgt werden, sodass Samen nicht zur Keimung gelangen können. Bei Fehlstellen solle laut Landwirtschaftskammer Grassamen nachgesät werden. Auch das Bundesinstitut für Risikobewertung gibt diese Empfehlung für Rinderweiden.
Der Naturschutzbund (NABU) Schleswig-Holstein dagegen warnt vor Panikmache und weist auf die wichtige ökologische Rolle der Pflanze hin. Es gibt beispielsweise vier Flohkäfer-Arten, die auf das Jakobs-Greiskraut angewiesen sind. Der NABU sieht in dem verstärkten Auftreten von Jakobs-Greiskraut einen Hinweis auf Überbesatz von Pferdekoppeln und weist darauf hin, dass die Pflanze auf herkömmlich gepflegten Viehweiden kaum Entwicklungschancen hat. Ein wichtiger Fressfeind des Jakobs-Greiskrauts ist der Blutbär, ein Schmetterling. Beobachtungen im Naturschutzgebiet Heidkoppelmoor haben gezeigt, dass dichte Bestände von Jakobs-Greiskraut innerhalb von zwei Jahren selbst zusammenbrechen.
2017 startete in Schleswig-Holstein deshalb ein großflächiges Experiment zur biologischen Bekämpfung des Jakobskreuzkrauts mit Hilfe von Blutbär-Raupen. Dabei setzten Wissenschaftler rund 3.000 Raupen gezielt auf befallenen Flächen ein, um die Pflanzen durch Fraß an Blättern, Blüten und Stängeln zu schwächen. Ziel war es, die natürliche Populationsdynamik zu beschleunigen und ein Zusammenbrechen der Bestände herbeizuführen. Eine zweite Projektphase sah den Einsatz von Flohkäfern vor, die das Jakobskreuzkraut zusätzlich über die Wurzeln angreifen. Vergleichbare Ansätze hatten sich zuvor in Nordamerika und Neuseeland bereits als wirksam erwiesen.
Um eine weitere Ausbreitung zu verhindern, empfiehlt das Bayerische Landesamt für Umwelt, bei der Verwertung und Entsorgung des Schnittgutes darauf zu achten, dass keine Pflanzenteile oder Samen in die Landschaft gelangen. Beim Transport solle auf gute Verpackung des Schnittguts geachtet werden. Die Entsorgung auf einem Miststock, Gartenkompost oder in herkömmlichen Grüngut-Annahmestellen sei zu vermeiden, da so eine weitere Ausbreitung gefördert werde. Stattdessen sollten die Pflanzenteile entweder verbrannt oder – bei kleineren Mengen – über die Restmülltonne entsorgt werden.

## Rezeption
Der griechische Arzt Pedanios Dioskurides aus dem 1. Jahrhundert n. Chr. empfahl Jakobs-Greiskraut als Heilpflanze. Gleiches taten der britische Botaniker John Gerard (1545–1612) und der Arzt Nicholas Culpeper (1616–1654). Culpeper war auch Astrologe, weswegen er die Auffassung vertrat, dass die Pflanze unter dem Einfluss der Dame Venus stand und deswegen reinigend und verdauungsfördernd wirke.
Der englische Naturdichter John Clare (1793–1864) vermittelt in seinem 1831 erschienenen Gedicht einen positiven Eindruck von der Pflanze:

Ragwort thou humble flower with tattered leaves

I love to see thee come and litter gold…

Thy waste of shining blossoms richly shields

The sun tanned sward in splendid hues that burn

So bright and glaring that the very light

Of the rich sunshine doth to paleness turn

And seems but very shadows in thy sight.

„Jakobskraut du demütige Blume mit zerfetzten Blättern

Ich liebe es, dich kommen und Gold verstreuen zu sehen…

Deine Verschwendung glänzender Blüten schirmt reichlich ab

Die sonnengebräunte Grasnarbe in prächtigen Farbtönen, die brennen

So hell und grell, dass das Licht

Vom reichen Sonnenschein wird er bleich

Und scheint in deinen Augen nur sehr schattenhaft zu sein.“

Unter seinem Manx-Gälischen Namen Cushag ist das Jakobs-Greiskraut die Nationalblume der Isle of Man. Einer Legende zufolge wählte König Gottfried IV. († 1095) die Cushagblume zu seinem Wappenbild, da jedes ihrer „zwölf“ Blütenblätter eine der Inseln seines Königreichs Mann repräsentierte: die Isle of Man, Isle of Arran, Isle of Bute, Islay, Jura, Isle of Mull, Iona, Eigg, Rùm, Skye, Raasay und die Äußeren Hebriden. Jedoch hat der Blütenkorb des Jakobs-Greiskrauts für gewöhnlich dreizehn „Blütenblätter“ (eigentlich sind es Strahlenblüten).
Die Manxer Dichterin Josephine Kermode (1852–1937) schrieb das folgende Gedicht über den Cushag und thematisiert damit hingegen das problematische Wesen der Pflanze:

Now, the Cushag, we know, must never grow,

Where the farmer's work is done.

But along the rills, in the heart of the hills,

The Cushag may shine like the sun.

Where the golden flowers,

Have fairy powers,

To gladden our hearts with their grace.

And in Vannin Veg Veen,

In the valleys green,

The Cushags have still a place.

„Nun, der Cushag, wir wissen es, darf nie wachsen,

Wo die Arbeit des Landwirts geleistet wird.

Aber entlang der Gräben, im Herzen der Hügel,

Der Cushag mag wie die Sonne scheinen.

Wo das Gold blüht,

Feenmacht haben,

Um unsere Herzen mit ihrer Gnade zu erfreuen.

Und in Vannin Veg Veen,

In den Tälern grün,

Die Cushags haben immer noch ihren Platz.“

Dabei steht Vannin Veg Veen als Manx-Gälische Bezeichnung für die liebe kleine Isle of Man.